# Roodvlaksterkeelkolibrie
De roodvlaksterkeelkolibrie (Heliomaster furcifer) is een vogel uit de familie Trochilidae (kolibries).

## Verspreiding en leefgebied
Deze soort komt voor van Bolivia en zuidwestelijk Brazilië tot noordelijk Argentinië, zuidoostelijk Brazilië en Uruguay.